# 馬尼拉半島酒店
馬尼拉半島酒店（The Peninsula Manila，亦作The Manila Peninsula）為一位於菲律賓馬尼拉大都會馬卡蒂商業區之五星級酒店，是香港上海大酒店旗下的酒店之一。

## 重大事件
2007年11月29日，涉嫌參與2003年軍事政變的受審軍人於參議員安東尼奧·特里蘭尼斯帶領下佔據馬尼拉半島酒店，後於政府軍隊進攻下投降。

## 外部連結
- 马尼拉半岛酒店网站

14°33′18″N 121°01′30″E / 14.555°N 121.025°E